# Fall River (Kansas)
Fall River es una ciudad ubicada en el de condado de Greenwood en el estado estadounidense de Kansas. En el año 2010 tenía una población de 162 habitantes y una densidad poblacional de 270 personas por km².

## Geografía
Fall River se encuentra ubicada en las coordenadas 37°36′26″N 96°1′44″O / 37.60722, -96.02889 (37.607361, -96.028769).

## Demografía
Según la Oficina del Censo en 2000 los ingresos medios por hogar en la localidad eran de $20,781 y los ingresos medios por familia eran $36,250. Los hombres tenían unos ingresos medios de $21,875 frente a los $15,313 para las mujeres. La renta per cápita para la localidad era de $10,824. Alrededor del 21.4% de la población estaban por debajo del umbral de pobreza.